# أوسكار ماتشابا
أوسكار ماتشابا (بالإنجليزية: Oscar Machapa)‏ هو لاعب كرة قدم زيمبابوي محترف، يلعب حاليًا كمدافع مع نادي ديناموز.

## روابط خارجية
- أوسكار ماتشابا على موقع قاعدة بيانات كرة القدم.إي يو (الإنجليزية)
- أوسكار ماتشابا على موقع ناشيونال فوتبول تيمز (الإنجليزية)
- أوسكار ماتشابا على موقع Soccerway.com (الإنجليزية)